# Плавающий выпуск
Rolling release (трансл. Роллинг-релиз; с англ. — «плавающий выпуск») — понятие в разработке ПО, характеризующее метод обновления последнего. Наиболее часто употребляется относительно дистрибутивов Linux, и противопоставляется классической системе периодически выходящих версий, содержащих, как правило, уже немного устаревшие версии программ, которые поддерживаются определённое время после выхода выпуска (в большинстве дистрибутивов срок поддержки примерно равен году кроме Long Term Support (LTS) выпусков, имеющих больший срок поддержки). В отличие от неё, система плавающих выпусков позволяет пользователю всегда иметь последние версии устанавливаемых программ, избавляя его от необходимости периодической переустановки системы.
Также существуют проекты, частично реализующие принцип плавающих выпусков, например PCLinuxOS и Chakra, основные пакеты которых обновляются только для улучшения безопасности и надёжности.

## Типы плавающих выпусков

### Частичный
Частичный плавающий выпуск или полуплавающий выпуск (англ. Part-rolling, semi-rolling, или half-rolling distributions) включает в себя часть пакетов ПО, которые не обновляются.
Зачастую эти пакеты входят в список «основных» неизменных пакетов, таких как ядро и другие важнейшие пакеты. Либо наоборот, это неизменная «обёртка» — пользовательское приложение, облегчающее использование ПО.

### Полный
Полный плавающий выпуск (англ. Full-rolling distributions) не делит дистрибутив на изменяемую и неизменяемую часть. Полный плавающий выпуск применяется ко всему перечню пакетов ПО.

### Псевдо
Псевдо-плавающий выпуск (англ. Pseudo-rolling distributions) — это попытка стабилизировать рабочую ветку неизменного дистрибутива с помощью программных патчей. Это позволяет получить дистрибутив с функционалом, схожим с настоящим плавающим выпуском.

### Настоящий
Настоящий плавающий выпуск (англ. True-rolling distributions) — в противоположность псевдо-плавающему выпуску, разрабатывается только с использованием модели разработки ПО плавающего выпуска.

### Опциональный
Опциональный плавающий выпуск (англ. Opt-rolling distributions) — либо имеют отдельные редакции выпуска дистрибутива: изменяемую и неизменяемую. Обычно, эти выпуски по умолчанию изменяемые или неизменяемые. Опциональный плавающий выпуск встречается редко, по сравнению с другими видами моделей плавающего выпуска дистрибутива.

### Цикличный
Цикличный плавающий выпуск (англ. Cyclic-rolling distributions) — основан на цикличной рабочей ветке неизменного дистрибутива. В результате, общий возраст и стабильность пакетов не постоянны в течение цикла разработки. Это непостоянство особенно заметно в конце цикла, во время выпуска неизменного дистрибутива, являющегося источником.

## Примеры дистрибутивов с плавающими выпусками
- На основе Red Hat Linux
  - CentOS Stream
- На основе SUSE:
  - openSUSE Linux (дополнительно: плавающий при использовании репозитория ПО Tumbleweed)
  - GeckoLinux Rolling editions
- На основе Arch:
  - Arch Linux
  - ArchBang Linux
  - ArchEX 64bit
  - ArcoLinux
  - ArchLabs Linux
  - Archman Linux
  - Axyl OS
  - BlackArch Linux
  - blendOS
  - Bluestar Linux
  - Chakra
  - CachyOS
  - EndeavourOS
  - Exton Linux Live Systems в редакции ArchEX 64bit Linux Live System
  - Manjaro Linux
  - Parabola_GNU/Linux-libre
  - RebornOS
  - CTKArch
  - Arch Hurd
  - KahelOS
  - Bridge Linux
  - Nosonja Linux
- На основе Manjaro Linux:
  - Mabox Linux
  - BigLinux
- На основе Gentoo:
  - Gentoo Linux
  - Gentoo/FreeBSD
  - Gentoo/NetBSD
  - Gentoo/OpenBSD
  - Gentoo/DragonflyBSD
  - Funtoo Linux
  - Calculate Linux
  - Toorox Linux (частичный; «non-rolling» обёртка)
  - Sabayon Linux
  - Google Chrome OS (и её версия с открытым исходным кодом Chromium OS)
- На основе Debian:
  - aptosid (нестабильная ветка)
  - xebian (нестабильная ветка)
  - siduction (нестабильная ветка)
  - Semplice Linux (нестабильная ветка)
  - Epidemic GNU/Linux
- На основе Ubuntu
  - Rolling Rhino Remix
- На основе Fedora:
  - Fuduntu Linux
- На основе Slackware:
  - Frugalware Linux
  - Zenwalk Linux
- На основе LFS:
  - NuTyX Linuxen (на базе LFS, BLFS и CRUX)
- На основе Mandriva-related:
  - Unity Linux
  - PCLinuxOS (частичный; «non-rolling» основа)
  - ROSA (частичный)
- На основе ROSA:
  - OpenMandriva Lx ROME (Rolling)
- На основе rPath-related:
  - rPath Linux
  - Foresight Linux
- На основе Sorcerer:
  - Sorcerer Linux
  - Source Mage GNU/Linux
  - Lunar Linux
- Другие:
  - KaOS (независимый)
  - Solus (независимый)
  - Yoper Linux (независимый)
  - Void Linux (независимый)